# Lunenburg (Massachusetts)
Lunenburg ist eine Kleinstadt im Worcester County des Bundesstaats Massachusetts in den Vereinigten Staaten.
Das U.S. Census Bureau hat bei der Volkszählung 2020 eine Einwohnerzahl von 11.782 ermittelt.

## Geschichte
Lunenburg wurde erstmals 1718 von Europäern besiedelt und 1728 offiziell eine Gemeinde. Der Name stammt von einem der Titel von König Georg II. von Großbritannien, Herzog von Braunschweig-Lüneburg. Während des King George’s War (1744–1748) überfielen mit Frankreich verbündete Indianer, wie zum Beispiel Krieger der M'iq Maq- oder Abenaki, das Dorf und nahmen Siedler gefangen und brachten sie nach Quebec.
Gebiete des benachbarten Fitchburg waren einst Teil von Lunenburg, lösten sich aber um 1764 davon. Die Siedler fanden den Fußweg zur Kirche und zu den Stadtversammlungen zu weit und spalteten sich deshalb ab.
Der Whalom Park am Whalom Lake war im 20. Jahrhundert ein bekannter Vergnügungspark in Lunenburg. Er beherbergte den berühmten Flyer Comet, der inzwischen abgerissen wurde. Der Park schloss im Jahr 2000, da er nicht in der Lage war, im Wettbewerb mit den neueren und immer beliebteren Six Flags New England in Agawam zu bestehen.

## Demografie
Laut einer Schätzung von 2019 leben in Lunenburg 11.736 Menschen. Die Bevölkerung teilt sich im selben Jahr auf in 93,9 % Weiße, 1,7 % Afroamerikaner, 1,4 % Asiaten und 2,6 % mit zwei oder mehr Ethnizitäten. Hispanics oder Latinos aller Ethnien machten 5,9 % der Bevölkerung aus. Das mittlere Haushaltseinkommen lag bei 103.228 US-Dollar und die Armutsquote bei 5,8 %.

## Söhne und Töchter der Stadt
- Asahel Stearns (1774–1839), Politiker
- William Austin (1778–1841), Rechtsanwalt, Politiker und Schriftsteller
- Earle Brown (1926–2002), Politiker
- Dominik Dijakovic (* 1987), Wrestler